# Roberto Raulino
Roberto Couto Raulino (Altos, 9 de novembro de 1931 – Teresina, 29 de junho de 2022) foi um advogado, servidor público e político brasileiro, outrora deputado estadual pelo Piauí.

## Dados biográficos
Filho de Francisco Raulino e Rita de Cássia Couto Raulino. Advogado formado na Universidade Federal do Piauí, trabalhou como fiscal de renda e dirigiu o Instituto de Polícia Técnica. Em Altos foi assessor jurídico da prefeitura e também secretário municipal de Educação. Suplente de deputado estadual pela UDN em 1958, foi eleito em 1962 e com a outorga do bipartidarismo pelo Regime Militar de 1964 ingressou na ARENA e foi reeleito em 1966, 1970 e 1974, figurando como suplente na eleição seguinte.
Já filiado ao PDS, foi presidente das Centrais de Abastecimento do Piauí (CEASA) no primeiro governo Hugo Napoleão. Irmão de Ludgero Raulino, afastou-se da política até ingressar no PTB como candidato a deputado estadual em 2002 e a deputado federal em 2006.